# Sauvallea blainii
Sauvallea blainii är en himmelsblomsväxtart som beskrevs av Charles Wright. Sauvallea blainii ingår i släktet Sauvallea och familjen himmelsblomsväxter. Inga underarter finns listade.